# Barguzin-hegység
A Barguzin-hegység (oroszul: Баргузинский хребет) hegység Oroszországban, a Szibéria déli hegyvidékeihez tartozó Bajkálmellék északkeleti részén, Burjátföldön.

## Földrajz
A Barguzin-hegység a Bajkál-tó északkeleti-keleti partja mentén, a tó és a vele nagyjából párhuzamosan elterülő Barguzin-medence között magasodik. Északon a Felső-Angara völgyétől délen a Bajkál Csivirkuji-öbléig, 280 km hosszan nyúlik el. Hegyein fut a Bajkál és a Barguzin folyó vízválasztója.
2000 m körüli közepes tengerszint feletti magasságával (tszf.) ez a Bajkálmellék legmagasabb hegysége; legmagasabb pontja 2840 m. Alpesi tájak, élesen kiemelkedő sziklacsúcsok és szurdokvölgyekkel, szakadékokkal erősen felszabdalt, meredek hegyoldalak jellemzik. Felső-proterozoikumi gránit és kristályos pala építi fel.
Gleccserei nincsenek, de egyes magasan fekvő helyeken a felgyülemlett hó a nyár végéig sem olvad el teljesen. Az egykori eljegesedések nyomai a nyugati hegyoldalakon gyakran előforduló morénák, jégárak vájta kárfülkék, kártavak. 
Nyugaton a lejtőket 1200–1400 m magasságig erdei- és szibériai vörösfenyőből, jegenye- és cirbolyafenyőből álló tajga, följebb ritkás törpefenyő (Pinus pumila), hegyi tundra, foltokban alpesi rét, a tetőket pedig kőtenger borítja. A keleti oldalon 1800 m magasságig is felkúszik a zömmel vörösfenyőből álló tajga.

## Természetvédelem
A Barguzin-hegység jelentős részének nyugati – tehát a tó felé "néző" – oldala a Bajkál vízfelületének keskeny sávjával együtt természetvédelmi rendeltetésű terület. Az ún. Zapovednoje Podlemorje nevű intézmény (Заповедное Подлеморье, jelentése: 'védett tengermellék') irányítása alatt, de két önálló egységből áll. A Bajkál-tó természeti helyszín részeként mindkettő szerepel az UNESCO világörökségi listáján.
- Barguzini Természetvédelmi Terület (Баргузинский государственный природный биосферный заповедник)

A hegység középső részén, a Bajkál-tó (vízszintje 456 m tszf.) és a hegység központi gerince közötti részt foglalja el. Területe 366 870 ha, legmagasabb pontja 2652 m (tszf.). Egy része szigorú védelem alatt  álló bioszféra-rezervátum.
- Bajkálontúli Nemzeti Park (Забайкальский национальный парк)

Területe 269 000 ha, ennek 14,4%-a vízfelület; legmagasabb pontja 2376 m. A természetvédelmi terület déli határához csatlakozik és onnantól kezdve a hegység déli részét foglalja magába. Magassága dél felé fokozatosan csökken. A nemzeti park kiterjed a Bajkál-tóba mélyen benyúló Szvjatoj Nosz-félszigetre (jelentése: 'szent orr') és a Barguzin-öbölre is.